# Ambrogio Soldani
Ambrogio Soldani, né le 16 juin 1736 à Pratovecchio et mort le 14 juillet 1808 à Florence, est un moine camaldule et naturaliste italien.

## Biographie
Né à Pratovecchio, en Toscane, le 16 juin 1736, il fut admis dans l’Ordre camaldule en 1751. Il partagea son temps entre les devoirs de son état et les recherches géologiques, s’attachant principalement à examiner les fossiles de testacés microscopiques. Boyle et Walker en Angleterre, Fichtel et Moll en Allemagne, Bianchi (Janus Plancus) en Italie, avaient commencé par leurs essais à faire apprécier l’importance de cette branche de l’histoire naturelle. Soldani se proposa d’examiner ces myriades de coquilles imperceptibles que l’on trouve dans les montagnes de Sienne et de Volterra. Le premier ouvrage qu’il publia sur ce sujet lui valut d’un côté la protection du grand-duc, qui le nomma professeur de mathématiques à l’Université de Sienne, et de l’autre les critiques de quelques savants, qui lui reprochèrent un certain désordre dans la classification des fossiles et trop peu d’exactitude dans l’indication des terres dont il les avait retirés.
Soldani sentait l’imperfection des anciennes classifications, et c’est ce qui l’empêcha de les adopter. Celle de Linné n’était pas assez détaillée pour embrasser les nouvelles espèces, et quant à la méthode de Müller, établie tout entière sur l’organisation des mollusques, elle ne pouvait pas s’employer avec succès à une époque où l’anatomie de ces animaux n’avait pas été perfectionnée par les nouveaux procédés. Soldani ne s’était pas trompé sur les besoins réels de la géologie, et il aima mieux accumuler des faits qu’improviser des théories. Il s’était toutefois proposé de donner une description géologique, à peu près comme Cuvier et Brongniart l’ont exécutée pour les environs de Paris ; une partie de ce travail était achevée, et l’on ne sait pas ce qui a pu déterminer l’auteur à y renoncer.
Le talent d’observation qu’il tenait de la nature, et qui s’était agrandi par l’usage, s’exerça sur une autre classe de phénomènes, qui sont du ressort de la météorologie. En 1794, une pluie de météorites tomba dans la vallée de Lucignano d'Asso, près de Sienne. Soldani, à qui une de ces pierres avait été apportée, lui reconnut une nature tout à fait étrangère au sol de la Toscane, et il publia une relation contenant ses hypothèses sur l’origine de ces substances. Son opinion fut attaquée par Santi, Fabbroni, Giovene, Targioni, Thompson, Spallanzani. Provoqué par d’aussi redoutables adversaires, il donna de nouvelles preuves sur la formation récente de ces pierres dans l’atmosphère.
Ce qu’il y a de remarquable dans la vie de Soldani, c’est que tous ceux qui l’avaient d’abord combattu ont fini par lui rendre justice, entre autres Denys de Montfort, qui, ayant fort blâmé sa classification, lui a dédié un bitome (Bitomus soldani), et Targioni, qui a nommé Soldanites les aérolithes sur lesquels il avait tant disputé.
Soldani écrivit encore deux mémoires sur les terrains brûlants et sur les tremblements de terre. Quoique privé de l’appui de la chimie moderne, ses conjectures n’ont pas été démenties par les progrès ultérieurs de cette science. Cet illustre cénobite avait captivé les suffrages des savants et l’estime de ses confrères. Les premiers le nommèrent secrétaire perpétuel de l’Accademia dei fisiocritici de Sienne et les seconds l’élevèrent à la dignité de général de l’ordre des Camaldules. Il mourut à Florence le 14 juillet 1808.

## Œuvres
- Saggio orittografico, ed osservazioni sopra le terre nautiliche ed ammonitiche della Toscana, Sienne, 1780, in-4°. Adolph Modeer y fit des observations auxquelles répondit l’auteur.
- Testaceographia et zoophytographia parva et microscopica, ibid., avec un appendice, 1789-1798, 4 vol. in-fol. ;
- Memoria sopra il terreno ardente di Portico in Romagna, et di altri simili, dans le tome 7 des actes des Fisiocritici de Sienne ;
- Dissertazione sopra una pioggetta di sassi, accaduta il 16 giugno 1794, in Lucignano d'Asso, ibid., 1794, in-8°, fig. Targioni-Tozzetti publia quelques observations dans le tome 3 du Nuovo Giornale de’ Letterati.
- Riflessioni sull’articolo di una lettera riguardante la pioggia di sassi, avvenuta in Toscana, dans le tome 18 des Opuscoli scelti de Milan ;
- Osservazioni apologetiche intorno alla pioggia de’ sassi, ibid., t. 19. Les deux derniers articles contiennent les réponses de Soldani aux remarques de Spallanzani, insérées dans le tome 18 du même recueil.
- Storia di quelle bolidi che hanno da se scagliato pietre alla terra, dans le tome 9 des actes des Fisiocritici ;
- Relazione del terremoto accaduto in Siena, il 26 maggio 1798, Sienne, 1798, in-8°, fig.